# Johann Festenberg von Hassenwein
Freiherr Johann Festenberg von Hassenwein (* 1738 in Brünn; † 28. Juni 1808 in Temesvar) war kaiserlicher Feldmarschall-Lieutenant und Ritter des Maria-Theresia-Ordens. Zuletzt war er Kommandant von Temesvar.

## Leben
Festenberg kam am 30. April 1751 als Kadett in das Kürassier-Regiment No.9 (Kalkreuth), von dort kam er in das Dragonerregiment No.11 (Württemberg). Er kämpfte im Siebenjährigen Krieg. Nach 9-jährigen Kriegsdienst wurde er 1766 mit dem Prädikat Festenberg von Hassenwein geadelt.
Er wurde am 1. August 1775 Rittmeister und am 13. Juni 1885 zum Major befördert. Im 8. Türkenkrieg zeichnete er sich am 17. Juni 1788 bei Ploschitza sowie im September 1788 beim Rückzug von Lasmare nach Fehnisch aus. In einem 7-stündigen Gefecht konnte er sechs Angriffe eines überlegenden Feindes zurückweisen. Am Anschluss wurde er am 13. August 1789 zum Oberstleutnant befördert und 1790 für Fehnisch mit dem Ritterkreuz des Maria-Theresia-Ordens ausgezeichnet. Als die Türken am 28. Juni 1790 bei der Insel Florentin über die Donau setzen wollten, konnte Festenberg sowie die Bataillone Karoly und Jordis den Versuch blutig zurückschlagen. Am 23. September 1796 wurde er zweiter Oberst im Regiment und am 13. März 1797 erster Oberst und Regimentskommandeur. Das Regiment wurde 1798 in ein leichtes Dragoner-Regiment umgewandelt und stand einige Zeit in Wien. 1799 wurde das Regiment nach Italien verlegt und kämpfte gegen die Franzosen. Er zeichnete sich dort im Gefecht bei Fassano aus. Am 11. Dezember 1799 wurde Festenberg zum Generalmajor befördert (Er blieb noch bis zum 2. Februar 1800 Regimentskommandeur). Als solcher zeichnete er sich am 31. Mai 1800 bei Turbio aus. Am Ende des Krieges und nach dem Frieden von Lüneville wurde er als Brigadier nach Temesvar versetzt. Dort wurde er Präses des Judicium delegatum des Generalkommandos in Hermannstadt. Am 22. Januar 1808 wurde er zum Feldmarschall-Lieutenant und Kommandant von Temesvar ernannt. Dort starb er am 28. Juni 1808.